# Marion (Indiana)
Marion es una ciudad ubicada en el condado de Grant en el estado estadounidense de Indiana. En el Censo de 2010 tenía una población de 29 948 habitantes y una densidad poblacional de 732,07 personas por km².

## Celebridades
- Aquí nació el actor de cine James Dean (1931-1955).

## Geografía
Marion se encuentra ubicada en las coordenadas 40°32′59″N 85°39′33″O / 40.54972, -85.65917. Según la Oficina del Censo de los Estados Unidos, Marion tiene una superficie total de 40.91 km², de la cual 40.69 km² corresponden a tierra firme y (0.53%) 0.22 km² es agua.

## Demografía
Según el censo de 2010, había 29.948 personas residiendo en Marion. La densidad de población era de 732,07 hab./km². De los 29948 habitantes, Marion estaba compuesto por el 78.14% blancos, el 14.71% eran afroamericanos, el 0.36% eran amerindios, el 0.74% eran asiáticos, el 0.02% eran isleños del Pacífico, el 2.4% eran de otras razas y el 3.63% pertenecían a dos o más razas. Del total de la población el 5.53% eran hispanos o latinos de cualquier raza.